# Arany János Általános Iskola és Gimnázium (Százhalombatta)
A Százhalombattai Arany János Általános Iskola és Gimnázium Százhalombatta egyik iskolája. Többször is elnyerte az Ökoiskola címet. Kiemelkedő szinten oktatják az angol nyelv, matematika, történelem, informatika és dráma tantárgyakat. Az iskolát 1985-ben alapította Vajda Ferenc, az iskola első igazgatója. Jelenleg dr. Horváthné dr. Hidegh Anikó az intézmény vezetője.

## Története
Az iskola Százhalombatta négy általános iskolájának és egy szakközépiskolájának egyike. Működését 1985 szeptemberében kezdte meg 3. Sz. Általános Iskola néven. Az iskola alapítója Vajda Ferenc volt, aki mindössze két és fél évig állt az intézmény élén, de ez alatt a rövid idő alatt megalapozta annak szellemiségét. Az iskola életének és hagyományteremtésének fontos dátumaként 1992. március 3-át tartja számon, amikor ünnepélyes keretek között felvette Arany János nevét. Szelleméhez méltóan évről évre gyarapítja az iskolai hagyományokat, amelyek mindennapi munkájuknak önálló, sajátos arculatot ad: Arany Napok, Arany Gála, Arany Lapok, Arany Oklevél, Arany-plakett, Arany Díj stb.
Az 1986-87-es tanévben az ének-zene tagozatot és a nyelvi, irodalmi, kommunikációs (NYIK) programot, az 1987-88-as tanévben az értékközvetítő és képességfejlesztő (ÉKP) programot, 1992-től a nyolcosztályos gimnáziumi képzést, 5-12. évfolyamon indították el.
1985-től folyik az enyhén értelmi fogyatékos gyerekek nevelése és oktatása (1-8. évfolyamon). Feladatkörük 1992-től szélesedett a középsúlyos értelmi fogyatékosok képzésével, szakmai irányításával, majd az autista tanulók nevelésével és oktatásával (2006-tól), az erre a célra létesített telephelyen, a Regionális Autista Központban.
Az iskola épülete a város központjában, a forgalomtól elzárt környezetben fekszik. 24 osztályterme, 11 szakterme, 6 csoportszobája, egy tornaterme az oktatás feltételeit csak komoly szervezéssel biztosítja. Az iskola tágas könyvtárral is rendelkezik. 1998-ban bővült az épület, így javultak a munkafeltételek, s megvalósult a kulturált étkezés lehetősége is.
Elsők között nyerték el a Comenius 2000 Közoktatási Minőségfejlesztési program I. intézményi modelljének pályázatát. 2006-ban kapták meg az európai és magyarországi e-Quality Minőségi Díjat az ET Tagozat európai projektje révén. 2008 márciusában intézményük államilag elismert, akkreditált EURO Nyelvvizsgahelyként is funkcionál. 2008 áprilisától viseli az Ökoiskola címet, amit eddigi környezet- és természetvédelmi tevékenységükkel és környezettudatos nevelésükkel érdemeltek ki.

## Évfolyamok, tagozatok
Általános iskola
Alsó tagozat: 1-4. osztály – „a”: ének-zene tagozat, „b”: Zsolnai-program szerinti oktatás, „d”: sajátos nevelési igényű osztályok
Felső tagozat: 5-8. osztály – „a”: ének-zene tagozat (5-6.-ban kiemelkedően, utána csak emelt szinten), „c”: ÉKP-program szerinti oktatás, „d”: sajátos nevelési igényű osztályok)
Gimnázium
Felső tagozat: 5-12. osztály – „b”: nyolcosztályos gimnázium (5-12.), hatosztályos gimnázium (7-12.)
Gimnáziumi tagozat:
A tanulók az első idegen nyelv, az angol mellett az olasz, francia, német közül választhatnak második nyelvet.
9-12. osztály
Ennek az egyik osztálya a nyolcosztályos gimnázium része/folytatása.
„a”: NYEK (nyelvi előkészítő), 5 évfolyam (9. NY, 9.a, 10.a, 11.a, 12.a), az elsőben (NY) heti 15 óraszámban tanulnak angolt, különféle módokon, tantárgyakon keresztül (angol kommunikáció, angol nyelvtan, angol kurzus, angol dráma stb.), a többi évfolyamban pedig emelt szinten tanulják az informatika tantárgyat.
„b”: nyolcosztályos gimnázium: 9.-ben kétféle specializációt lehet választani:
biológia-kémia: emelt szintű biológiaórák, környezeti kémia óra felvétele
matematika-informatika: heti 5 óraszám matematika és emelt informatikai képzés